# Bão Hanna (2008)

## Đường đi của bão
Hanna là cơn bão nhiệt đới thứ 8 và là cơn bão thứ tư của mùa bão Đại Tây Dương năm 2008. Hình thành từ phía Đông - Đông Bắc ở miền bắc quần đảo Leeward vào ngày 28 tháng 8. Đã có ít nhất 532 người chết được xác nhận, hầu hết do ngập lụt ở miền Bắc Haiti, khiến đây trở thành cơn bão nhiệt đới gây thiệt mạng nhiều nhất kể từ cơn bão Stan năm 2005 ở Đại Tây Dương. Nó cũng được chú ý bởi đây là một cơn bão nhiệt đới hiếm hoi tác động đến cả vùng Đông Bắc nước Mỹ.